# Conuropsis carolinensis
Il parrocchetto della Carolina (Conuropsis carolinensis (Linnaeus, 1758)), noto anche come conuro della Carolina, era un piccolo pappagallo neotropicale di colore verde, con la testa giallo brillante, la faccia arancio-rossastra e il becco chiaro, oggi estinto, che viveva negli Stati Uniti orientali, nel Midwest e nelle Grandi Pianure. Era l'unica specie di pappagallo presente nel suo areale, nonché una delle sole tre specie di pappagalli originarie degli Stati Uniti (le altre sono il pappagallo beccoforte, attualmente scomparso dal paese, e il conuro verde, ancora presente in Texas; la presenza di una quarta specie, l'amazzone guanceverdi, è tuttora oggetto di discussione).
Il parrocchetto della Carolina occupava un areale che si estendeva dalle zone meridionali dello stato di New York e del Wisconsin fino al Kentucky, al Tennessee e al golfo del Messico, e dal litorale atlantico fino al Colorado orientale verso ovest; viveva nelle foreste vergini lungo i fiumi e nelle paludi. Veniva chiamato puzzi la née («testa gialla») o pot pot chee dai Seminole e kelinky dai Chickasaw. Nonostante originariamente fosse molto diffuso, divenne molto raro a partire dalla metà del XIX secolo. L'ultimo esemplare in natura, appartenente alla sottospecie ludovicianus, venne avvistato nel 1910, mentre l'ultimo esemplare in cattività morì allo zoo di Cincinnati nel 1918 e la specie venne dichiarata estinta nel 1939.
Il primo a fare riferimento a questa specie fu Sir George Peckham nel 1583, che in A True Report of the Late Discoveries of the Newfound Lands, parlando delle spedizioni in America del Nord guidate dall'esploratore inglese Sir Humphrey Gilbert, annotò che in Florida gli esploratori «testimoniano di aver trovato [...] pappagalli». Il parrocchetto venne descritto scientificamente per la prima volta nei due volumi Natural History of Carolina, Florida and the Bahama Islands del naturalista inglese Mark Catesby, pubblicati a Londra nel 1731 e nel 1743.
Probabilmente la carne dei parrocchetti della Carolina era velenosa: il naturalista e pittore americano John J. Audubon annotò che alcuni gatti erano morti dopo averli mangiati e sappiamo che questi uccelli si nutrivano dei semi tossici delle nappole.

## Tassonomia

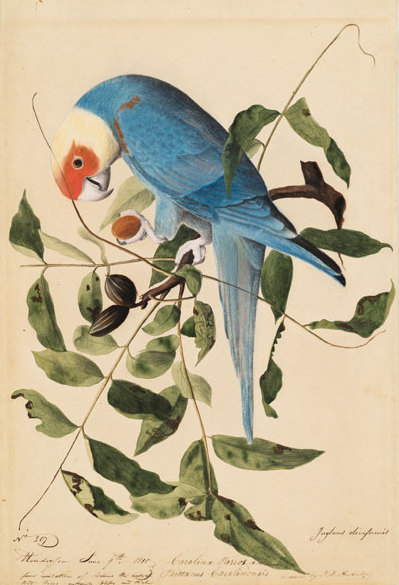
C. c. ludovicianus in una tavola di John James Audubon.

Il parrocchetto della Carolina era l'unica specie del genere Conuropsis, uno dei numerosi generi di pappagalli neotropicali del Nuovo Mondo appartenenti alla famiglia degli Psittacidi (Psittacidae).
Lo zoologo svedese Linneo, nella decima edizione del Systema Naturae, pubblicata nel 1758, gli attribuì il nome scientifico Psittacus carolinensis. Successivamente, nel 1891, lo zoologo e ornitologo italiano Tommaso Salvadori istituì per esso un genere a parte, Conuropsis, nel ventesimo volume del suo Catalogue of the Birds in the British Museum. Il nome del genere deriva dall'unione dei termini Conurus («dalla coda a cono», nome obsoleto per indicare le specie del genere Aratinga) e -opsis («simile a»), mentre l'appellativo specifico si riferisce alla regione della Carolina: il nome scientifico, pertanto, significa «[animale] simile a un conuro originario della Carolina».
Se ne distinguevano due sottospecie. Quella della Louisiana, C. c. ludovicianus, differiva leggermente dalla sottospecie nominale per avere una colorazione di fondo più verde-bluastra, o comunque dai toni più tenui: tuttavia, si estinse anch'essa più o meno allo stesso modo, sebbene un po' prima (inizio degli anni '10). La catena degli Appalachi la separava dalla sottospecie orientale, C. c. carolinensis.

### Evoluzione
Uno studio sul DNA mitocondriale recuperato dai campioni museali ha rivelato che i suoi più stretti parenti esistenti sono alcuni conuri sudamericani del genere Aratinga: il conuro nanday, il conuro del sole e il conuro testadorata. Gli autori dello studio sostengono inoltre che il piumaggio brillante giallo e arancio e le remiganti blu caratteristici di Conuropsis carolinensis sono tratti caratteristici anche di un'altra specie, il conuro jandaya (A. jandaya), che, pur non essendo stato contemplato nello studio, è sicuramente un altro suo parente stretto. Per aiutare a comprendere la sua storia evolutiva, è stato recentemente sequenziato l'intero genoma di un esemplare preservato. Nell'albero filogenetico, il parrocchetto della Carolina si trova in un clade gemello di quello occupato dall'ara di Spix. Il parrocchetto della Carolina colonizzò l'America del Nord circa 5,5 milioni di anni fa, ben prima che il continente fosse collegato all'America del Sud dal ponte di terra di Panama, che si formò circa 3,5 milioni di anni fa. Il fatto che i parenti più stretti del parrocchetto occupino areali molto distanti geograficamente dal suo, mentre non risultano essere imparentate con lui specie più vicine dal punto di vista geografico, concorda con l'ipotesi generalmente accettata che l'America del Nord e l'America centrale siano state colonizzate in tempi diversi da distinte linee evolutive di pappagalli - pappagalli che a loro volta avevano invaso l'America del Sud dall'Antartide qualche tempo dopo la frammentazione del Gondwana, dove i pappagalli neotropicali ebbero origine circa 50 milioni di anni fa.

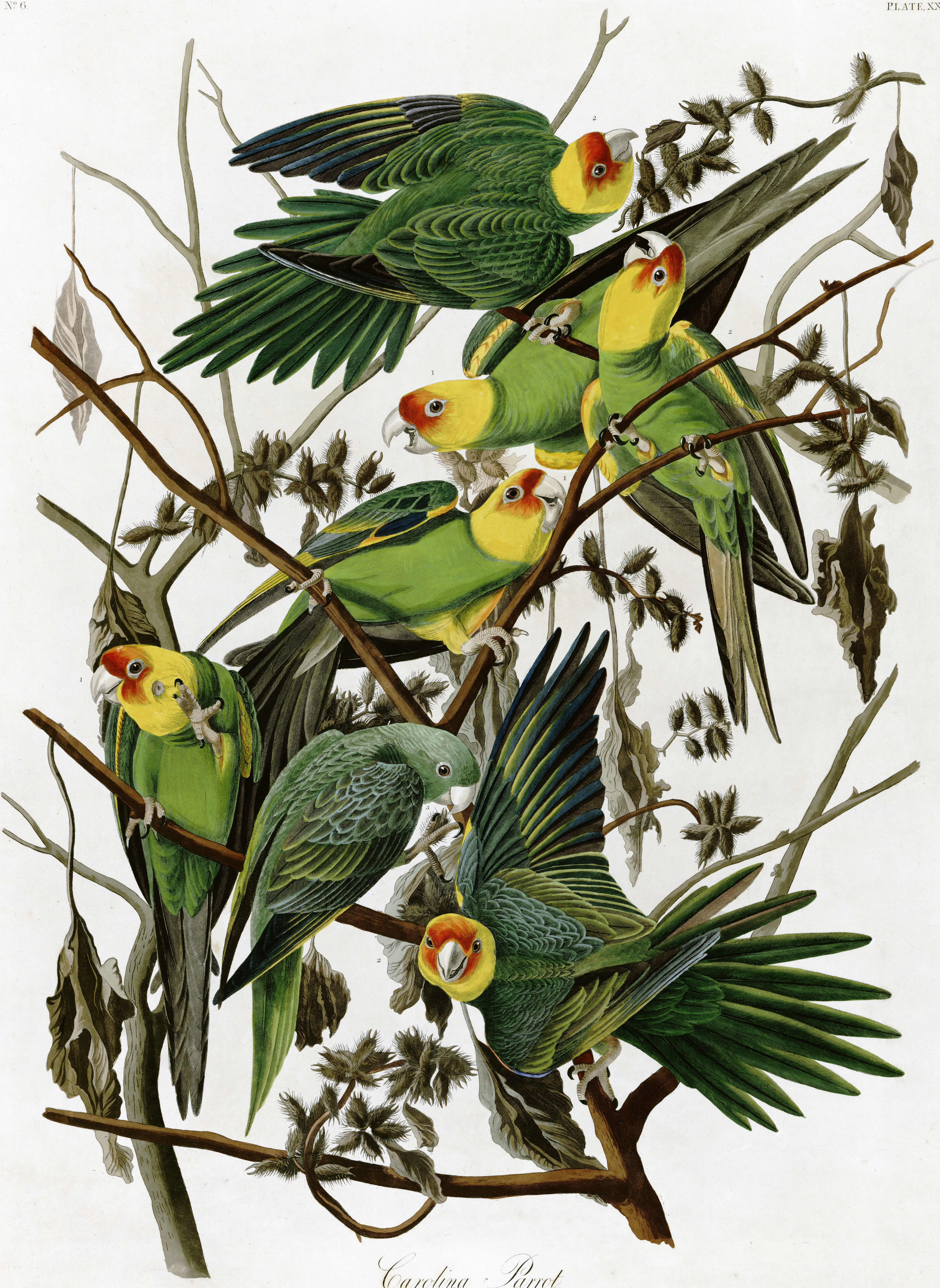
Tavola di John James Audubon.

Il cladogramma seguente mostra la posizione del parrocchetto della Carolina rispetto ai suoi parenti più stretti, sulla base di uno studio del DNA condotto da Kirchman et al. (2012):
|  | Primolius (contenente tre specie)                                                         |
|  |                                                                                           |
|  | \| \| Ara macao (ara macao) \| \| \| \| \| \| Ara glaucogularis (ara golablu) \| \| \| \| |
|  |                                                                                           |
|  | Ara macao (ara macao)                                                                     |
|  |                                                                                           |
|  | Ara glaucogularis (ara golablu)                                                           |
|  |                                                                                           |

|  | Ara macao (ara macao)           |
|  |                                 |
|  | Ara glaucogularis (ara golablu) |
|  |                                 |

|  | Primolius (contenente tre specie)                                                         |
|  |                                                                                           |
|  | \| \| Ara macao (ara macao) \| \| \| \| \| \| Ara glaucogularis (ara golablu) \| \| \| \| |
|  |                                                                                           |
|  | Ara macao (ara macao)                                                                     |
|  |                                                                                           |
|  | Ara glaucogularis (ara golablu)                                                           |
|  |                                                                                           |

|  | Ara macao (ara macao)           |
|  |                                 |
|  | Ara glaucogularis (ara golablu) |
|  |                                 |

|  | Primolius (contenente tre specie)                                                         |
|  |                                                                                           |
|  | \| \| Ara macao (ara macao) \| \| \| \| \| \| Ara glaucogularis (ara golablu) \| \| \| \| |
|  |                                                                                           |
|  | Ara macao (ara macao)                                                                     |
|  |                                                                                           |
|  | Ara glaucogularis (ara golablu)                                                           |
|  |                                                                                           |

|  | Ara macao (ara macao)           |
|  |                                 |
|  | Ara glaucogularis (ara golablu) |
|  |                                 |

|  | Primolius (contenente tre specie)                                                         |
|  |                                                                                           |
|  | \| \| Ara macao (ara macao) \| \| \| \| \| \| Ara glaucogularis (ara golablu) \| \| \| \| |
|  |                                                                                           |
|  | Ara macao (ara macao)                                                                     |
|  |                                                                                           |
|  | Ara glaucogularis (ara golablu)                                                           |
|  |                                                                                           |

|  | Ara macao (ara macao)           |
|  |                                 |
|  | Ara glaucogularis (ara golablu) |
|  |                                 |

|  | Aratinga nenday (conuro nanday)                                                                                        |
|  | |
|  | \| \| Aratinga solstitialis (conuro del sole) \| \| \| \| \| \| Aratinga auricapillus (conuro testadorata) \| \| \| \| |
|  | |
|  | Aratinga solstitialis (conuro del sole)                                                                                |
|  | |
|  | Aratinga auricapillus (conuro testadorata)                                                                             |
|  | |

|  | Aratinga solstitialis (conuro del sole)    |
|  |                                            |
|  | Aratinga auricapillus (conuro testadorata) |
|  |                                            |

|  | Aratinga nenday (conuro nanday)                                                                                        |
|  | |
|  | \| \| Aratinga solstitialis (conuro del sole) \| \| \| \| \| \| Aratinga auricapillus (conuro testadorata) \| \| \| \| |
|  | |
|  | Aratinga solstitialis (conuro del sole)                                                                                |
|  | |
|  | Aratinga auricapillus (conuro testadorata)                                                                             |
|  | |

|  | Aratinga solstitialis (conuro del sole)    |
|  |                                            |
|  | Aratinga auricapillus (conuro testadorata) |
|  |                                            |

|  | Primolius (contenente tre specie)                                                         |
|  |                                                                                           |
|  | \| \| Ara macao (ara macao) \| \| \| \| \| \| Ara glaucogularis (ara golablu) \| \| \| \| |
|  |                                                                                           |
|  | Ara macao (ara macao)                                                                     |
|  |                                                                                           |
|  | Ara glaucogularis (ara golablu)                                                           |
|  |                                                                                           |

|  | Ara macao (ara macao)           |
|  |                                 |
|  | Ara glaucogularis (ara golablu) |
|  |                                 |

|  | Primolius (contenente tre specie)                                                         |
|  |                                                                                           |
|  | \| \| Ara macao (ara macao) \| \| \| \| \| \| Ara glaucogularis (ara golablu) \| \| \| \| |
|  |                                                                                           |
|  | Ara macao (ara macao)                                                                     |
|  |                                                                                           |
|  | Ara glaucogularis (ara golablu)                                                           |
|  |                                                                                           |

|  | Ara macao (ara macao)           |
|  |                                 |
|  | Ara glaucogularis (ara golablu) |
|  |                                 |

|  | Primolius (contenente tre specie)                                                         |
|  |                                                                                           |
|  | \| \| Ara macao (ara macao) \| \| \| \| \| \| Ara glaucogularis (ara golablu) \| \| \| \| |
|  |                                                                                           |
|  | Ara macao (ara macao)                                                                     |
|  |                                                                                           |
|  | Ara glaucogularis (ara golablu)                                                           |
|  |                                                                                           |

|  | Ara macao (ara macao)           |
|  |                                 |
|  | Ara glaucogularis (ara golablu) |
|  |                                 |

|  | Primolius (contenente tre specie)                                                         |
|  |                                                                                           |
|  | \| \| Ara macao (ara macao) \| \| \| \| \| \| Ara glaucogularis (ara golablu) \| \| \| \| |
|  |                                                                                           |
|  | Ara macao (ara macao)                                                                     |
|  |                                                                                           |
|  | Ara glaucogularis (ara golablu)                                                           |
|  |                                                                                           |

|  | Ara macao (ara macao)           |
|  |                                 |
|  | Ara glaucogularis (ara golablu) |
|  |                                 |

|  | Aratinga nenday (conuro nanday)                                                                                        |
|  | |
|  | \| \| Aratinga solstitialis (conuro del sole) \| \| \| \| \| \| Aratinga auricapillus (conuro testadorata) \| \| \| \| |
|  | |
|  | Aratinga solstitialis (conuro del sole)                                                                                |
|  | |
|  | Aratinga auricapillus (conuro testadorata)                                                                             |
|  | |

|  | Aratinga solstitialis (conuro del sole)    |
|  |                                            |
|  | Aratinga auricapillus (conuro testadorata) |
|  |                                            |

|  | Aratinga nenday (conuro nanday)                                                                                        |
|  | |
|  | \| \| Aratinga solstitialis (conuro del sole) \| \| \| \| \| \| Aratinga auricapillus (conuro testadorata) \| \| \| \| |
|  | |
|  | Aratinga solstitialis (conuro del sole)                                                                                |
|  | |
|  | Aratinga auricapillus (conuro testadorata)                                                                             |
|  | |

|  | Aratinga solstitialis (conuro del sole)    |
|  |                                            |
|  | Aratinga auricapillus (conuro testadorata) |
|  |                                            |

Una specie fossile, denominata Conuropsis fratercula, è stata descritta a partire da un singolo omero rinvenuto nella formazione miocenica di Sheep Creek (forse risalente all'hemingfordiano superiore, circa 16 milioni di anni fa, o forse dopo) dello Snake River, nel Nebraska. Era una specie più piccola, pari a tre quarti delle dimensioni di un parrocchetto della Carolina. «La specie in questione è di particolare interesse, in quanto rappresenta il primo uccello noto simile a un pappagallo di cui sono stati rinvenuti i fossili in America del Nord» (Wetmore, 1926; il corsivo non è dell'autore). Tuttavia, non è certo che la specie vada assegnata correttamente a Conuropsis, anche se alcuni autori la considerano una paleosottospecie del parrocchetto della Carolina.

## Descrizione
Il parrocchetto della Carolina era un piccolo pappagallo verde molto simile per dimensioni e colorazione al conuro jandaya e al conuro del sole. Aveva la maggior parte del piumaggio verde, più chiaro sulle parti inferiori, la testa giallo brillante e la fronte e la faccia arancio: questo colore si estendeva fin dietro agli occhi e alla parte superiore delle guance (regione auricolare). Il giallo della regione scapolare proseguiva lungo il bordo esterno delle ali. Le remiganti primarie erano per lo più verdi, ma con bordi gialli su quelle esterne. Il colore delle cosce virava al verde sulla parte superiore e al giallo su quella inferiore. Maschi e femmine adulti avevano il piumaggio identico, ma i primi erano leggermente più grandi delle seconde. Le zampe e i piedi erano di colore marrone chiaro. Anch'esso aveva i piedi zigodattili tipici di tutti i pappagalli. La pelle intorno agli occhi era bianca e il becco era color carne chiaro. I parrocchetti pesavano circa 100 grammi, misuravano 32,5 centimetri e avevano un'apertura alare di 52,5-57,5 centimetri.
La colorazione degli esemplari giovani differiva leggermente da quella degli adulti. La faccia e tutto il corpo erano verdi, con regioni inferiori più chiare. Non avevano traccia di giallo o arancio su faccia, ali e cosce. I pulcini erano ricoperti di piumino di colore grigio-topo fino a circa 39-40 giorni, quando iniziavano ad apparire le prime penne verdi su ali e coda. Il piumaggio adulto veniva indossato all'incirca a partire da un anno di età («Nature Serve, Conuropsis carolinensis», 2005; Fuller, 2001; Mauler, 2001; Rising, 2004; Snyder e Russell, 2002).
Questi uccelli erano piuttosto longevi, almeno in cattività: una coppia visse allo zoo di Cincinnati per più di 35 anni.

## Distribuzione e habitat

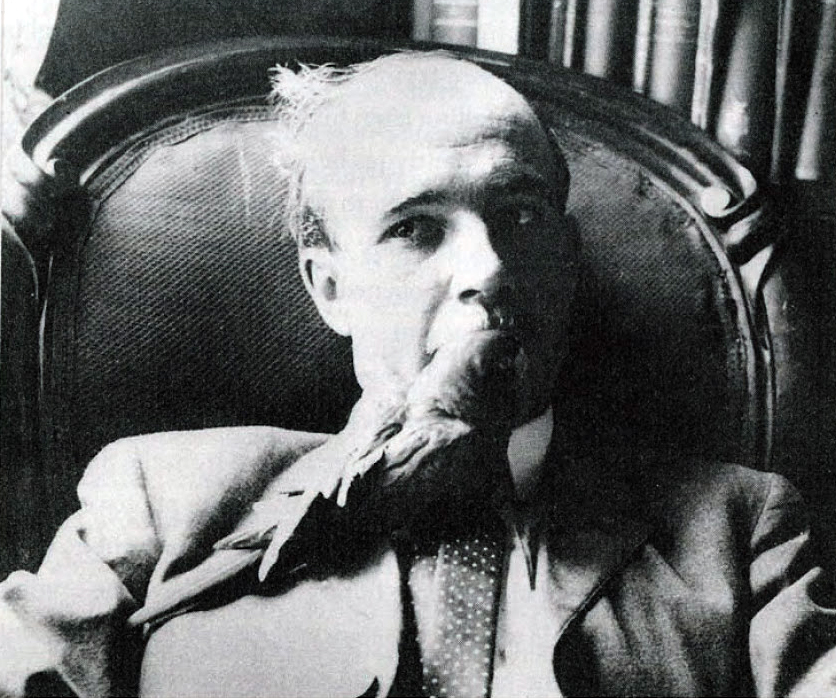
Un esemplare addomesticato (1906).

Il parrocchetto della Carolina era il pappagallo che occupava l'areale più settentrionale: si estendeva dalle zone meridionali del New England, dello stato di New York e del Wisconsin fino al Kentucky, al Tennessee e al golfo del Messico; ad ovest si spingeva ben al di là del corso del Mississippi, fino al Colorado orientale. Grosso modo l'areale era delimitato a nord dal 43º parallelo, a sud dal 26º parallelo, mentre il 73º e il 106º meridiano ne delimitavano rispettivamente i confini ad est e ad ovest, comprendendo in tutto parte di almeno 28 stati. Il parrocchetto viveva nelle foreste vergini che crescevano lungo i fiumi e nelle paludi, specialmente nel bacino del Mississippi-Missouri, ove vi fossero grandi alberi cavi, come cipressi e sicomori, da usare come dormitori e siti per nidificare.
Il numero originario di esemplari può essere valutato solo attraverso stime grossolane: con un areale stimato tra 20000 e 2,5 milioni di km² e una densità variabile tra 0,5 e 2,0 esemplari per km², la popolazione oscillava tra decine di migliaia e qualche milione di individui; bisogna però ricordare che nella sola Florida, che ha una superficie di 170.000 km², viveva la popolazione più numerosa, costituita da centinaia di migliaia di esemplari.
Il parrocchetto poteva comparire come specie erratica particolarmente rara in luoghi molto più a nord del suo solito areale, come l'Ontario meridionale. In questo stato, infatti, nel sito di Calvert, ne sono state rinvenute alcune ossa, compreso un pigostilo. Rimane tuttavia aperta la possibilità che questo esemplare sia stato portato nella zona per scopi cerimoniali.

## Biologia

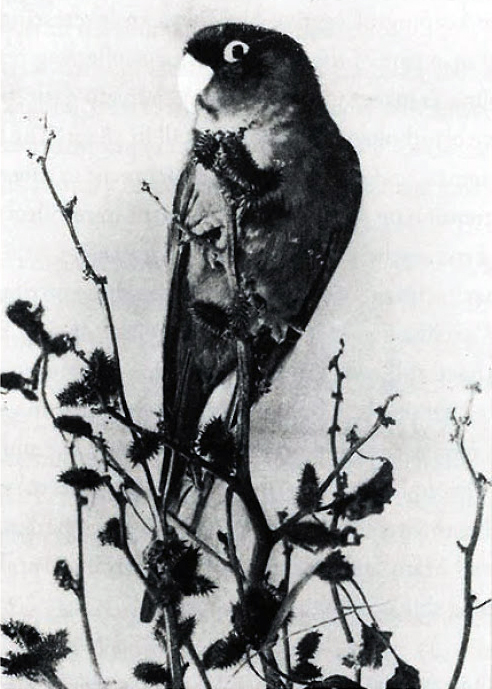
Un esemplare in cattività fotografato da Robert Wilson Shufeldt intorno al 1900.

Il parrocchetto della Carolina viveva in enormi stormi rumorosi, costituiti anche da 200-300 esemplari. Faceva il nido nelle cavità degli alberi, deponendo da due a cinque (la maggior parte delle testimonianze riferisce due) uova rotonde di colore bianco di 1,6 centimetri di diametro.
Si nutriva soprattutto dei semi di alberi e arbusti della foresta, compresi quelli di cipressi, bagolari, faggi, sicomori, olmi, pini, aceri, querce e altre piante come il cardo e la gramigna (Cenchrus sp.). Mangiava anche frutti, come mele, uva e fichi (spesso visitando i frutteti, quando ormai la specie era in declino). Degna di nota era la sua predilezione per i frutti della nappola (Xanthium strumarium), una pianta che contiene un glucoside tossico, ed era inoltre considerato una minaccia dai coltivatori di cereali.

## Estinzione
L'ultimo parrocchetto della Carolina in cattività, chiamato Incas, morì allo zoo di Cincinnati il 21 febbraio 1918, nella stessa gabbia che aveva ospitato Martha, l'ultima colomba migratrice, morta nel 1914. La specie non era mai stata oggetto di studi o di indagini scientifiche e la maggior parte delle informazioni che abbiamo al riguardo proviene da resoconti aneddotici e dall'analisi degli esemplari museali. Pertanto, tutte le notizie sulla sua presenza in certe zone e sul suo declino non sono mai state verificate o sono speculative.
Sono numerosi i resoconti che sottolineano il gran numero di esemplari in età precoloniale e coloniale: la presenza di stormi di pappagalli gregari, molto colorati e chiassosi, difficilmente poteva passare inosservata agli esploratori europei, dal momento che i pappagalli erano praticamente sconosciuti nell'Europa del XVI e XVII secolo. Le testimonianze successive, dalla seconda metà del XIX secolo in poi, tendono invece a sottolineare la scarsità o l'assenza di questi uccelli dalle regioni in cui un tempo erano presenti.
Le analisi genetiche, che hanno rivelato che la popolazione fosse in declino dall'ultimo massimo glaciale, non hanno riscontrato tracce di inincrocio, il che lascia ipotizzare che la specie sia diminuita molto rapidamente.
L'areale della specie si contrasse sempre più da est verso ovest man mano che procedeva l'avanzata dei coloni europei, che distrussero le foreste decidue orientali e meridionali per fare spazio a insediamenti e terreni coltivati. Già nel 1832 John J. Audubon aveva sottolineato il declino di questo volatile, che iniziò ad essere segnalato sempre più raramente al di fuori della Florida dopo il 1860. L'ultimo avvistamento segnalato a est del fiume Mississippi (a eccezione della Florida) risale al 1878 e proviene dal Kentucky. All'inizio del secolo la specie era ormai limitata alle paludi della Florida centrale. L'ultimo esemplare selvatico conosciuto venne ucciso nella contea di Okeechobee nel 1904 e l'ultimo esemplare in cattività morì allo zoo di Cincinnati il 21 febbraio 1918. Era un maschio, chiamato Incas, che morì un anno dopo la sua compagna, Lady Jane. La specie continuò ad essere segnalata nella contea di Okeechobee fino alla fine degli anni '20, ma nessun avvistamento venne mai confermato dalla cattura di esemplari. Ciononostante, l'American Ornithologists' Union dichiarò il parrocchetto della Carolina ufficialmente estinto solo nel 1939. La IUCN indica come data della scomparsa della specie il 1920.
Nel 1937 tre parrocchetti che ricordavano molto da vicino questa specie furono avvistati e filmati in Georgia, nella palude di Okefenokee. Tuttavia, gli esperti dell'American Ornithologists' Union analizzarono il filmato e giunsero alla conclusione che si trattava di parrocchetti appartenenti ad un'altra specie fuggiti dalla cattività. L'anno seguente, il 1938, uno stormo di parrocchetti venne presumibilmente avvistato da un gruppo di esperti ornitologi nelle paludi del bacino del Santee River nella Carolina del Sud. Tuttavia, la veridicità di questo avvistamento è stata messa in dubbio dalla maggior parte degli altri ornitologi. Comunque siano andate le cose, dopo questo «avvistamento» nessuno ha più osservato questi uccelli e poco dopo una parte dell'area venne distrutta per fare spazio a linee elettriche, rendendo molto improbabile la sopravvivenza della specie.
Del parrocchetto della Carolina rimangono in tutto circa 720 esemplari impagliati e 16 scheletri conservati in musei di tutto il mondo, dai quali è stato possibile estrarre e analizzare il DNA.

### Cause dell'estinzione
Tutto sta a indicare che gli esseri umani abbiano avuto almeno un ruolo contribuente nell'estinzione del parrocchetto della Carolina, sotto diversi aspetti. Particolarmente determinante fu la deforestazione nel XVIII e XIX secolo. Svolse un ruolo significativo anche la caccia, di cui i parrocchetti furono oggetto sia per l'utilizzo decorativo delle loro piume colorate, usate tra l'altro per ornare i cappelli da donna, sia perché ritenuti dannosi per le colture. Il fatto che fossero utili a tenere sotto controllo la diffusione di specie aliene invasive, come la nappola, passò in secondo piano. Un ruolo minore ebbero le catture per il commercio di animali domestici e, come riportato dal Pacific Standard, l'introduzione di popolazioni di api europee, con cui questi uccelli erano in competizione per i siti in cui nidificare.
Un fattore che esacerbò la loro corsa verso l'estinzione fu il comportamento gregario che li spingeva a tornare nelle vicinanze degli esemplari morti e morenti (ad esempio abbattuti dai cacciatori), che consentì all'uomo di effettuare facili massacri.
Cosa diede il colpo di grazia alla specie nei primi anni del XX secolo, però, rimane tuttora un mistero, data la rapidità con la quale scomparve. Stormi numerosi con molti giovani e coppie riproduttrici erano stati avvistati ancora nel 1896 - e questi uccelli erano molto longevi in cattività -, ma nel 1904 erano praticamente scomparsi. Diversi siti in cui i parrocchetti erano soliti nidificare rimasero intatti, quindi la deforestazione non fu la causa finale della scomparsa. L'ornitologo americano Noel F. Snyder ipotizza che la causa più probabile potrebbe essere stata una malattia trasmessa dal pollame domestico, sebbene non esistano segnalazioni recenti o storiche di popolazioni di pappagalli del Nuovo Mondo afflitte da malattie trasmesse dal pollame. La moderna malattia di Newcastle, vero e proprio flagello del pollame, venne rilevata in Indonesia solamente nel 1926 e negli Stati Uniti sarebbe stata segnalata solo una forma subacuta nel 1938. Inoltre, le analisi genetiche sui campioni estratti non hanno rilevato alcuna presenza degna di nota di virus aviari (sebbene questo non possa escludere a priori la malattia trasmessa).